# Heidi Bauersachs
Heidi Bauersachs (26 de noviembre de 1958) es una deportista estadounidense que compitió en judo. Ganó una medalla en los Juegos Panamericanos de 1983, y dos medallas en el Campeonato Panamericano de Judo en los años 1984 y 1990.

## Palmarés internacional
| Juegos Panamericanos    | Juegos Panamericanos      | Juegos Panamericanos | Juegos Panamericanos |
| Año                     | Lugar                     | Medalla              | Categoría            |
| ----------------------- | ------------------------- | -------------------- | -------------------- |
| 1983                    | Caracas (Venezuela)       | Medalla de oro       | Abierta              |
| Campeonato Panamericano |                           |                      |                      |
| Año                     | Lugar                     | Medalla              | Categoría            |
| 1984                    | Ciudad de México (México) | Medalla de plata     | Abierta              |
| 1990                    | Caracas (Venezuela)       | Medalla de oro       | Abierta              |